# Fias
Fias (szlovákul: Fijaš, korábban Fiašice) község Szlovákiában, az Eperjesi kerület Felsővízközi járásában.

## Fekvése
Felsővízköztől 24 km-re délre, a Tapoly és az Ondava között fekszik.

## Története
Területén az újkőkor végén és a bronzkor kezdetén már emberi település állt.
A mai település a német jog alapján, a radomai uradalom területén keletkezett a 14. század végén. 1414-ben „Fyas” alakban említik először. 1427-ben 10 portával adózott. A 15. század végén lengyel seregek pusztították el és elnéptelenedett. 1787-ben 25 házában 181 lakos élt.
A 18. század végén Vályi András így ír róla: „FIAS. Tót falu Sáros Vármegyében, földes Ura Gróf Szirmay, vagy Poturnyai Uraság, lakosai katolikusok, fekszik Hanusfalvától egy mértföldnyire. Határja középszerű, erdeje, legelője magok szükségjekre elég, harmadik Osztálybéli.”
1828-ban 34 háza és 253 lakosa volt, akik állattartással és földműveléssel foglalkoztak. A 19. században a báni uradalom része lett.
Fényes Elek 1851-ben kiadott geográfiai szótárában így ír a faluról: „Fiass, orosz falu, Sáros vármegyében, Radoma fil. 2 római, 245 g. kath., 10 zsidó lak. F. u. többen.”
1920 előtt Sáros vármegye Girálti járásához tartozott.
A háború után lakó mezőgazdasággal, erdei munkákkal foglalkoztak, valamint Bártfa és Girált üzemeiben dolgoztak.

## Népessége
| Év:            | 1994. | 2004.   | 2014.   | 2024.   |
| -------------- | ----- | ------- | ------- | ------- |
| Emberek száma: | 158   | 151     | 141     | 138     |
| Eltérés:       |       | -4,43 % | -6,62 % | -2,12 % |

| Év:            | 2023. | 2024.   |
| -------------- | ----- | ------- |
| Emberek száma: | 143   | 138     |
| Eltérés:       |       | -3,49 % |

1910-ben 126, túlnyomórészt ruszin lakosa volt.
2001-ben 145 lakosából 132 szlovák és 13 ruszin volt.
2011-ben 146 lakosából 130 szlovák és 8 ruszin.

## Nevezetességei
- Szent Kozma és Damján tiszteletére szentelt görögkatolikus temploma a 19. század közepén épült.